# Heilig Hartbeeld (Megchelen)
Het Heilig Hartbeeld is een standbeeld in de Nederlandse plaats Megchelen in de provincie Gelderland.

## Achtergrond
Het witgeschilderde Heilig Hartbeeld is in 1929 door de parochianen van de St. Martinuskerk aangeboden aan hun pastoor Th.C.M. van Vilsteren (1862-1935) ter gelegenheid van diens 25-jarig pastoorsjubileum. Het beeld staat bij de hoofdingang van de kerk. Hoewel de kerk in de Tweede Wereldoorlog zwaar beschadigd is, is het beeld behoudens enkele vingers schadevrij gebleven.

## Beschrijving
Het beeld bestaat uit een staande Christusfiguur, gekleed in gedrapeerd gewaad. Met zijn rechterhand maakt hij een zegenend gebaar, zijn linkerhand wijst naar het stralende Heilig Hart op zijn borst. 
Op de tufsteenachtige sokkel staat de tekst: 

H. Hart van Jezus
zegen ons
geschenk der parochianen
aan hun jubilerende pastoor
Th.C.M. van Vilsteren
28 oct 1904-28 oct 1929